# Festuca lemanii
Festuca lemanii là một loài thực vật có hoa trong họ Hòa thảo. Loài này được T.Bastard mô tả khoa học đầu tiên năm 1809.

## Hình ảnh

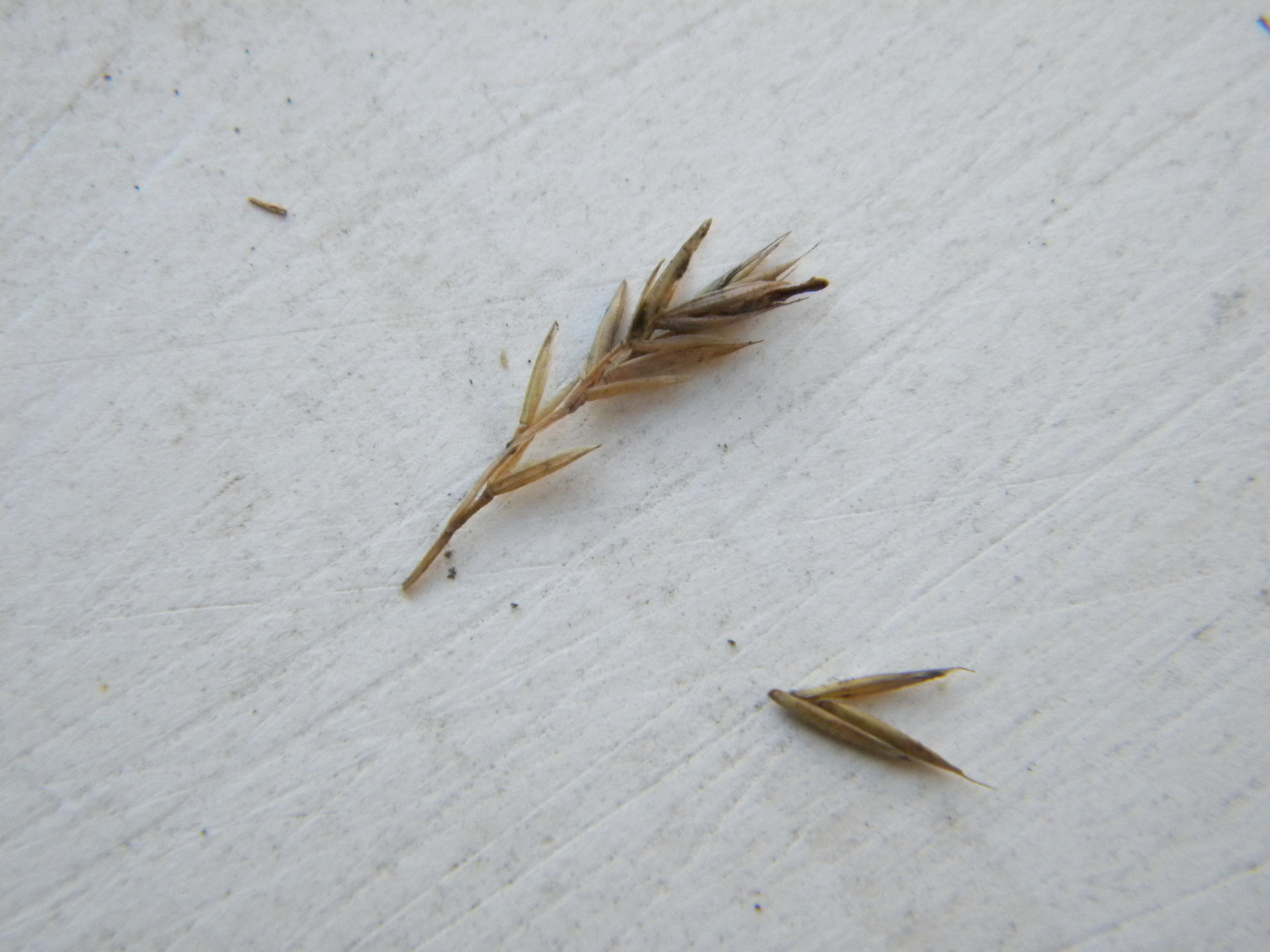